# Bielinek
Bielinek – (niem. Bellinchen) wieś w Polsce położona w województwie zachodniopomorskim, w powiecie gryfińskim, w gminie Cedynia.
W latach 1975–1998 miejscowość administracyjnie należała do województwa szczecińskiego. W pobliżu wsi rezerwat Bielinek z roślinnością stepową (ciepłolubną) i dąbrowami z dębem omszonym.
W pobliżu wsi znajduje się „Kopalnia Bielinek” (pozyskiwanie kruszywa), należąca do spółki Szczecińskie Kopalnie Surowców Mineralnych S.A..